# François Leleux
François Leleux (Croix, luglio 1971) è un oboista francese oggi considerato uno dei grandi della sua generazione.

## Biografia
Ha iniziato lo studio vero e proprio dell'oboe a 7 anni nel conservatorio di Roubaix. A soli 14 anni, è entrato al Conservatorio di Parigi, dove ha studiato sotto la tutela di Pierre Pierlot e in seguito di Maurice Bourgue. Poco dopo ha vinto i primi premi di oboe e di musica da camera.
Successivamente, la sua collezione di premi è aumentata grazie alla partecipazione in diversi concorsi internazionali come quello di Tolone, Monaco, Manchester, Praga e Trieste; inoltre, egli ha vinto il Premio Europeo Juventus.
Al di fuori della sua carriera internazionale di solista, Leleux lavora anche con l'orchestra: ha infatti fatto parte dell'Orchestra Nazionale di Francia e dell'Orchestra dei giovani della Comunità Europea sotto la direzione di Claudio Abbado. A 18 anni ha vinto il concorso di oboe (solista) nell'Orchestra Nazionale dell'Opéra Bastille di Parigi, questa volta sotto la direzione di Chung Myung-whun.
Quattro anni dopo è entrato nell'Orchestra sinfonica della Radio di Baviera di Monaco, condotta da Lorin Maazel e in seguito da Mariss Jansons. Professore alla Musikhochschule di Monaco, è tuttora membro dell'Orchestra da Camera d'Europa.
Leleux fa parte dell'"Octuor à vents Paris-Bastille", che ha riportato il primo premio internazionale della città di Parigi soltanto un mese dopo la sua creazione. Inoltre, con l'insieme "Les Vents Français", egli compie molte tournée internazionali di concerti. 
È sposato con la violinista georgiana Lisa Batiashvili.

## Registrazioni
- Récital Poulenc / Britten, Harmonia Mundi HMN 911556
- Bach, Concerto per violino con Viktoria Mullova, Philips 4466752
- 12 Fantasie per oboe, Georg Philipp Telemann, Syrius
- Bach: Concerto in fa maggiore, Concerto en re minore, Doppio Concerto (Lisa Batiashvili, violino) Chamber Orchestra of Europe, oboe e direzione: François Leleux. Sony Classical 8-8697112742-3